# Kajsa Bergqvist
Kajsa Margareta Bergqvist (Sollentuna, 12 oktober 1976) is een voormalige Zweedse hoogspringster en Unicef-ambassadrice. Ze nam tweemaal deel aan de Olympische Spelen en won hierbij één bronzen medaille.

## Biografie

### Jeugd en opleiding
Haar familie bestaat uit haar moeder Elsa, vader Gunnar en een oudere broer Anders.
Haar opleiding bestaat uit een wetenschappelijk programma in het middelbaar te Sollentuna, daarna heeft ze reclame en marketing gestudeerd aan de Southern Methodist Universiteit (Dallas).

### Eerste kennismaking met atletiek
Op de leeftijd van zes jaar was Bergqvist al actief in de sport. Ze begon met voetbal en ging daarna over op volleybal, badminton, langlaufen en zwemmen. Maar geen enkele sport hield lang haar interesse. Op tienjarige leeftijd maakt ze voor het eerst kennis met atletiek, toen haar oudere broer Anders haar overhaalde om mee te doen aan de Rösjöloppet (Rösjöloop). Dit beviel haar zo goed, dat ze besloot lid te worden van een atletiekvereniging. Vijf jaar later kwam er een nieuwe trainer naar Turebergs FK: Bengt Jönsson. Onder hem kwam ze erachter welk onderdeel haar het best lag: hoogspringen. In 2001 verhuisde ze van Zweden naar Monaco.

### Eerste successen
Haar eerste succes behaalde ze in 1993 door een gouden medaille te winnen op de European Youth Olympic Days in Valkenswaard. Met een sprong van 1,84 versloeg ze de Russische Olga Kaliturina (1,78) en de Italiaanse Eliza Bozzola. Een jaar later won ze op de wereldkampioenschappen voor junioren een zilveren medaille. Met 1,88 m eindigde ze ditmaal achter Olga Kaliturina (goud) en voor de Amerikaanse Amy Acuff en de Slowaakse Lenka Riháková (beiden brons). Op haar olympisch debuut in 1996 sneuvelde ze met een beste sprong van 1,90 in de voorrondes.
Tegen 2004 besloot Bergqvist de samenwerking met Bengt Jönsson te beëindigen in verband met het gebrek aan progressie en de lange reistijden. Ze sloot zich daarna aan bij een groep atleten onder Yannick Tregaro; een van deze atleten is olympisch kampioen hink-stap-springen Christian Olsson.

### Wereldkampioene
Op 18 juli 2004 scheurde Bergqvist bij een wedstrijd in Båstad haar achillespees. Door deze blessure miste ze de Olympische Spelen van dat jaar. Maar ze was precies op tijd terug voor de wereldkampioenschappen in Helsinki. Daar won ze met een paar indrukwekkende sprongen de gouden medaille voor Chaunté Howard. Voor deze overwinning kreeg ze de Svenska Dagbladet Gold Medal van dat jaar.
In 2006 voerde Bergqvist met een sprong over 2,05 de wereldranglijst aan, maar desondanks lukte het haar niet om op de Europese kampioenschappen voor haar thuispubliek in Göteborg de hoogspringtitel te winnen. Ze moest zich tevreden stellen met de bronzen medaille, achter Tia Hellebaut en Venelina Veneva.

### Wereldrecord
In Arnstadt, Duitsland op 4 februari 2006 vestigde ze haar eerste wereldrecord: 2,08. Het oude indoorrecord van Heike Henkel stond al sinds 8 februari 1992 op 2,07. Het record kwam niet onverwacht, tijdens de warming-up sprong ze al over 2,00.
Bergqvist koos ervoor om niet mee te doen aan de EK indoor van 2007, maar besloot om zich te concentreren op het verdedigen van haar wereldtitel. Ze was het indoorseizoen niet goed begonnen en haar vorm was niet vergelijkbaar met die toen ze het wereldrecord zette, een jaar eerder. Op de WK van 2007 kwam ze echter niet verder dan een zevende plaats.

### Einde atletiekloopbaan en privé
Geruime tijd woonde Bergqvist samen met Måns Herngren, een Zweedse filmregisseur, met wie ze op 31 december 2007 huwde. Een week later verklaarde ze aan de Zweedse krant Expressen dat ze met onmiddellijke ingang een punt zette achter haar atletiekcarrière.
Het huwelijk met Herngren duurde tot begin 2011. Eind december van datzelfde jaar kwam zij uit de kast. Zij woont nu samen met haar vriendin.

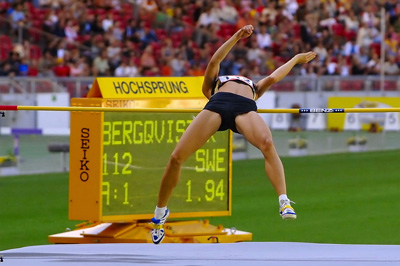
Kajsa Bergqvist, Stuttgart 2006

## Titels
- Wereldkampioene hoogspringen - 2005
- Wereld indoorkampioene hoogspringen - 2001, 2003
- Europees kampioene hoogspringen - 2002
- Europees indoorkampioene hoogspringen - 2000
- Zweeds kampioene hoogspringen - 2003, 2004, 2005, 2006
- Zweeds indoorkampioene hoogspringen - 2003
- NCAA-kampioene hoogspringen - 1997, 1999

## Persoonlijke records
Outdoor
| Onderdeel    | Resultaat   | Datum             | Plaats       |
| ------------ | ----------- | ----------------- | ------------ |
| hoogspringen | 2,06 m (NR) | 26 juli 2003      | Eberstadt    |
| speerwerpen  | 34,92 m     | 13 januari 2006   | Stellenbosch |
| zevenkamp    | 4952 punten | 10 september 1994 | Gävle        |

Indoor
| Onderdeel    | Resultaat   | Datum           | Plaats   |
| ------------ | ----------- | --------------- | -------- |
| hoogspringen | 2,08 m (WR) | 4 februari 2006 | Arnstadt |

## Palmares

### hoogspringen
Kampioenschappen
- 1993:  EYOD - 1,84 m
- 1994:  WK U20  - 1,88 m
- 1995: 13e WK indoor - 1,85 m
- 1995:  EJK - 1,89 m
- 1997: 8e WK indoor - 1,95 m
- 1997: 5e WK - 1,93 m
- 1997:  EK U23 - 1,93 m
- 1999: 4e WK - 1,96 m
- 2000:  OS - 1,99 m
- 2000:  EK indoor - 2,00 m
- 2001:  WK indoor - 2,00 m
- 2001:  Goodwill Games - 1,97 m
- 2001:  Europacup B in Vaasa - 1,92 m
- 2001:  WK - 1,97 m
- 2001: 4e Grand Prix Finale - 1,94 m
- 2002:  EK indoor - 1,95 m
- 2002:  EK - 1,98 m
- 2002:  Europacup B in Sevilla - 1,98 m
- 2002:  Wereldbeker - 2,02 m
- 2003:  WK indoor - 2,01 m
- 2003:  Europacup B in Lappeenranta - 1,96 m
- 2003:  WK - 2,00 m
- 2003:  Wereldatletiekfinale - 1,99 m
- 2005:  Europacup B in Gävle - 2,01 m
- 2005:  WK - 2,02 m
- 2005:  Wereldatletiekfinale - 2,00 m
- 2006:  Europese indoor beker - 1,97 m
- 2006:  Europacup A - 1,97 m
- 2006:  EK - 2,01 m
- 2006:  Wereldatletiekfinale - 1,98 m
- 2007: 7e WK - 1,94 m

Golden League-podiumplaatsen
- 1999:  Memorial Van Damme – 1,97 m
- 1999:  ISTAF – 1,93 m
- 2001:  Golden Gala – 1,98 m
- 2001:  Meeting Gaz de France – 1,98 m
- 2001:  Herculis – 1,99 m
- 2001:  Weltklasse Zürich – 1,97 m
- 2001:  Memorial Van Damme – 1,94 m
- 2001:  ISTAF – 1,96 m
- 2002:  Meeting Gaz de France – 1,97 m
- 2002:  Memorial Van Damme – 1,99 m
- 2006:  Meeting Gaz de France – 2,00 m
- 2006:  Golden Gala – 1,97 m
- 2006:  Weltklasse Zürich – 2,02 m
- 2006:  Memorial Van Damme – 1,98 m
- 2006:  ISTAF – 2,00 m
- 2007:  Golden Gala – 2,00 m